# Zygophlaeoba collina
Zygophlaeoba collina är en insektsart som beskrevs av Boris Petrovich Uvarov 1929. Zygophlaeoba collina ingår i släktet Zygophlaeoba och familjen gräshoppor. Inga underarter finns listade i Catalogue of Life.